# 윙슈트

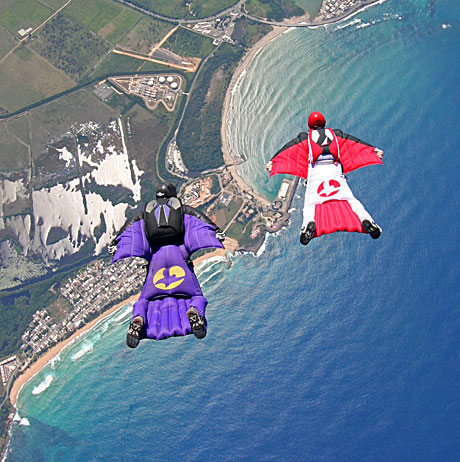
윙슈트

윙슈트(영어: wingsuit)는 1990년 중반에 프랑스인 스카이 다이버 파트리크 드 가야르돈에 의해 고안된 손과 발 사이에 옷감을 붙이는 활강용 특수 낙하산 강하복이다.

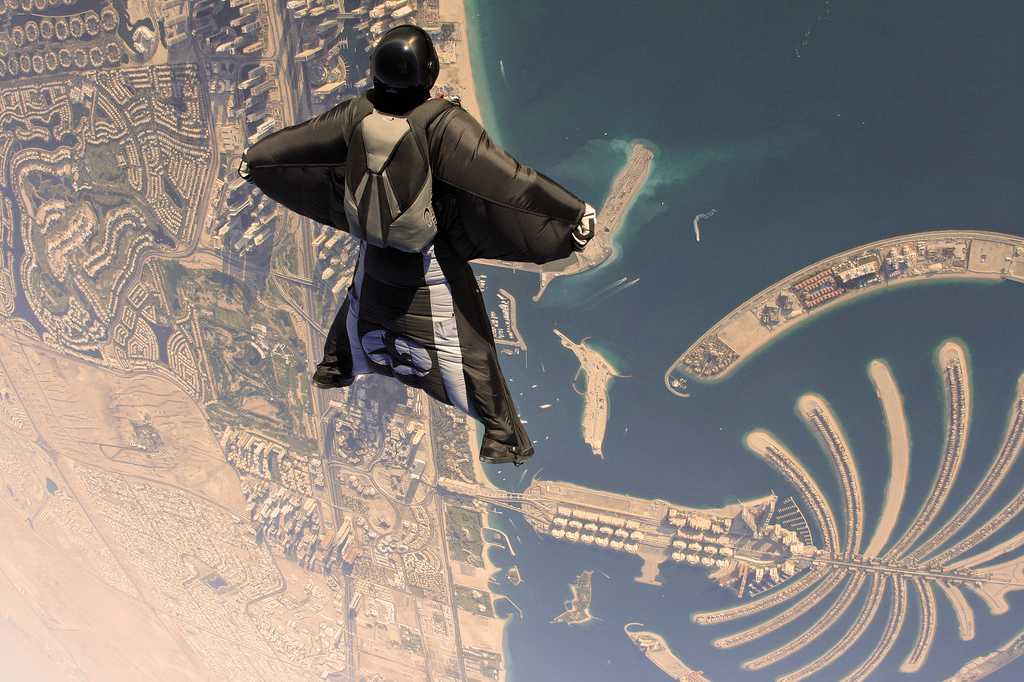
두바이에서 윙 슈트 플라잉을 하는 사람

인간의 날고싶은 욕구가 만든 발명품 중 하나로 날다람쥐의 모습에서 착안하여 개발되었다. 윙슈트는 스카이 다이빙에서 약간 변형 되어 특수비행슈트를 개발하여 전파가 되었다. 1930년경 윙슈트가 개발이 되어 현재에 이르렀으며 윙슈트 점프란 익스트림 스포츠의 특성상 다수의 사망자와 함께 계속 연구 발전이 되었다. 초기 목적은 군사용으로 개발이 되었으나 1998년부터는 더욱 안전도가 높아진 제품이 시판이 되면서 점차 윙슈트 점프를 즐기는 사람들이 늘어나게 되었다. 지금과 같은 형태의 윙슈트는1990년 중반에 프랑스인 스카이다이버 파트리크 드 가야르돈에 의해 만들어졌다. 현재 윙슈트는 세계적으로 4개사가 슈트를 제조하여 시판하고 있으며 가장 유명한 회사가 Birdman사와 phoenix fly사가 대표적으로 있다. 활공비는 대략 2.5. 다시 말해 1미터 낙하할 때 2.5미터 전진한다는 뜻이다. 날다람쥐의 활공비가 2가 조금 못되고, 패러이더가 10약이 다른 초경량 비행체는 그 이상이니, 사실상 윙수트는 스카이다이빙을 좀더 다이나믹하게 즐기는 물건이라고 할 수 있다. B.A.당.빙은(Building, Antenna, Span, Earth) Jump로 시작한다. 일반적인 낙하 고도는 6000m로 윙슈트를 즐기는 사람들은 직접 절벽이나 산에 올라가 뛰어내리기도 한다. 최고 속력은 시속 250km이대략 가격은 $720~$1700까지 다양하며 개개인 맞춤형 제작을 한다.

## 같이 보기
- 포인트 브레이크